# Lisa Helwig
Lisa Helwig (* 9. Mai 1898 als Elisabeth Helwig in Hamburg; † 6. Dezember 1992 in München) war eine deutsche Schauspielerin.

## Leben
Die Tochter eines Hoteliers besuchte eine Seminarschule und war seit ihrem 15. Lebensjahr regelmäßige Besucherin der Aufführungen am Deutschen Schauspielhaus. Ohne weiteren Schauspielunterricht sprach sie 1918 beim Direktor vor. Als Elevin gab sie 1919 ihr Debüt als Mutter mit Kind in Hebbels Judith.
1920 wechselte sie an das Theater in Küstrin, dann spielte sie zwei Jahre in Aussig, danach am Sommertheater in Marienbad, zwei Jahre am Neuen Theater in Dresden, am Lobe-Theater in Breslau, am Theater in der Königgrätzer Straße in Berlin, am Staatstheater Berlin unter Leopold Jessner und schließlich zehn Jahre am Alten Theater in Leipzig. Dann kam sie an die Münchner Kammerspiele unter Otto Falckenberg.
Während der Kriegszeit trat sie häufig an Prager Bühnen auf und drehte hier im Alter von 39 Jahren auch ihren ersten Film. Sie stand 1944 in der Gottbegnadeten-Liste des Reichsministeriums für Volksaufklärung und Propaganda.
In zahlreichen Produktionen verkörperte sie seitdem in Nebenrollen nette, manchmal etwas verschrobene ältere Frauen. Helwig war auch weiterhin auf der Bühne zu sehen. Sie spielte bis 1974 vorwiegend an der Kleinen Komödie München, Gastspiele gab sie unter anderem an den Münchner Kammerspielen (1953/1954 und 1963/1964) und am Theater Baden-Baden.
Lisa Helwig wurde auf dem Münchner Nordfriedhof (UH-B-3) beigesetzt (inzwischen aufgelassen).

## Filmografie
- 1937: La Habanera
- 1940: Das Fräulein von Barnhelm
- 1943: Der unendliche Weg
- 1945/47: Der Millionär
- 1949: Begegnung mit Werther
- 1949: Heimliches Rendezvous
- 1949: Tragödie einer Leidenschaft
- 1950: Der fallende Stern
- 1952: Hinter Klostermauern
- 1957: Der letzte Akkord (Interlude)
- 1958: Zeit zu leben und Zeit zu sterben (A Time to Love and a Time to Die)
- 1958: Wir Wunderkinder
- 1959: Der Engel, der seine Harfe versetzte
- 1959: Das schöne Abenteuer
- 1963: Jahre danach
- 1963: Zweierlei Maß
- 1963: Das Glück läuft hinterher
- 1963: Orden für die Wunderkinder
- 1963: Sessel am Kamin
- 1965: Dr. med. Hiob Prätorius
- 1965: Das Kriminalmuseum – Die Mütze
- 1965: Tagträume
- 1965: Mach’s Beste draus
- 1965: Yerma
- 1965: Das Kriminalmuseum – Die Brille
- 1966: Geibelstraße 27
- 1966: Der letzte Raum
- 1967: Das Kriminalmuseum – Die rote Maske
- 1967: Ein Fall für Titus Bunge – Der schielende Buddha
- 1967: Jacobowsky und der Oberst
- 1967: Heißes Pflaster Köln
- 1968: Die Geschichte von Vasco
- 1969: Der Kommissar – Die Waggonspringer
- 1969: Graf Yoster gibt sich die Ehre – Motive
- 1970: Der Kommissar – Messer im Rücken
- 1971: Gastspiele
- 1971: Sparks in Neu-Grönland
- 1971: Der Kommissar – Tod eines Ladenbesitzers
- 1971: Tatort – Kressin und der tote Mann im Fleet (Fernseh-Reihe)
- 1971: Deutschstunde
- 1972: Der Kommissar – Ein Amoklauf
- 1972: Deutsche Novelle
- 1972: Altersheim
- 1973: Der Kommissar – Sonderbare Vorfälle im Hause von Prof. S.
- 1974: Der Kommissar – Tod eines Landstreichers
- 1974: Eine geschiedene Frau (Mehrteiler)
- 1975: Berlin – 0:00 bis 24:00 (Serie)
- 1975: Sonderdezernat K1 – Sackgasse
- 1975: Der Kommissar – Eine Grenzüberschreitung
- 1977: Drei sind einer zuviel (Serie)
- 1977: Neues aus Uhlenbusch (Serie)
- 1977: Polizeiinspektion 1 – Der Zamperlfänger
- 1978: Ein Mann für alle Fälle (Mehrteiler)
- 1978: Heidi (Serie)
- 1978: Derrick: Abendfrieden
- 1978: Der Alte: Die Kolonne
- 1979: Der Alte: Ein Parasit
- 1979: Der Alte: Die Lüge
- 1979: Kotte
- 1979: Parole Chicago (Serie)
- 1980: Waldwinkel
- 1980: Leute wie du und ich (Serie)
- 1980: Die Alten kommen
- 1980: Tatort: Herzjagd (Fernseh-Reihe)
- 1981: Ach du lieber Harry
- 1981: Und ab geht die Post
- 1981: Alles im Eimer
- 1981: Onkel & Co
- 1982: Leben im Winter
- 1982: Die Krimistunde (Fernsehserie, Folge 3, Episode: "Geheimnis aus der Truhe")
- 1983: Der Alte: Kalt wie Diamant
- 1983: Die Krimistunde (Fernsehserie, Folge 8, Episode: "Ein Toter meldet sich zu Wort")
- 1984: Zwiegespräche
- 1984: Berliner Weiße mit Schuß (Serie)
- 1984: Die Schwarzwaldklinik, Folge 4: „Sterbehilfe“
- 1984: Tapetenwechsel
- 1984: Zielscheiben
- 1986 Der Flieger
- 1986: Fraulein
- 1986: Die Krimistunde (Fernsehserie, Folge 22, Episode: "Glückwunschkonzert")
- 1988: Das Königsstechen